# Dave Brock
David Anthony "Dave" Brock (Isleworth, Gran Londres, 20 de agosto de 1941) es un músico de rock británico, conocido por ser el guitarrista, cantante y líder del grupo Hawkwind desde su fundación, a fines de los años 1960.

## Biografía y carrera
Su infancia transcurrió en el suburbio londinense de Feltham, Middlesex. A los 12 años recibió un banjo como regalo de su padre, al tiempo que un profesor de la escuela de arte a la que asistía lo alentó a estudiar el instrumento, sus artistas favoritos en aquella época de los años 1950 eran Fats Domino y el músico y presentador radial inglés Humphrey Lyttelton.
Luego de su etapa escolar, hacia 1959, Brock se desempeñó en diversas ocupaciones, dedicándose a la música por las noches, aunque aún sin intenciones serias de emprender una carrera profesional, tocando blues y jazz en diversos locales, e inclusive actuando como músico ambulante, junto a amigos de la época, algunos de los cuales serían ampliamente conocidos en un futuro: Eric Clapton, Keith Relf, Jeff Watson o Mick Slattery.
En 1966 Brock se convirtió en padre, y formó un trío junto a Mike King (piano) y Luke Francis (armónica): The Dharma Blues Band, con quienes grabó un par de versiones de Pete Johnson y Sonny Boy Williamson II.
Las canciones fueron incluidas en "Blues Anytime Vol. 2", una serie de compilados del sello Immediate Records con artistas de la escena rhythm & blues inglesa; en el LP la banda de Brock aparecía junto a nombres de la talla de Jimmy Page, John Mayall & the Bluesbreakers, Savoy Brown o el arriba mencionado Eric Clapton (quien ya era un nombre famoso en aquel entonces), sin embargo la "Dharma Blues Band" no prosperó, y Dave Brock decidió buscar otros horizontes.
A lo largo de 1967 y 1968 Brock recorrió su país y Europa como músico ambulante "beatnik", acompañado por el armonicista Pete Judd y -eventualmente- el guitarrista John Illingworth, con quienes formó The Famous Cure, grupo que llegó a grabar un sencillo "Sweet Mary / Mean Mistreater", el cual incluso obtuvo cierta difusión, Judd sería luego substituido por Mick Slattery.

## Hawkwind
Brock y Slattery estaban estrechamente ligados a la ferviente escena del rock psicodélico inglés de la época, y la experimentación con LSD; hacia 1969 se unen al bajista John H. Harrison y al batería Terry Ollis, dando por sentado el embrión de lo que sería Hawkwind, mientras que la formación se solidificó con dos conocidos de Brock, el saxofonista Nik Turner y el teclista y técnico de sonido Dik Mik (Michael Davies), quien además proveería al grupo de sintetizadores, los cuales eran no sólo analógicos (usados casi exclusivamente en los círculos de la música experimental, el serialismo o el avant-garde), sino algo muy nuevo e incipiente para el rock.
La idea de Brock, de hecho, era aunar el blues rock con la música electrónica y las sonoridades espaciales y futuristas, lo cual comenzaba a ser experimentado por grupos de la escena krautrock alemana, o los ingleses Pink Floyd.
Desde el lanzamiento del primer álbum: "Hawkwind" (1970), Brock ha permanecido como líder y catalizador de la banda -hoy día considerada pionera del rock espacial-, en la cual ha sido el único miembro fijo y, más allá de ser el compositor principal de la música del grupo, ha mostrado poco interés en las letras, por lo cual se ha rodeado frecuentemente -sobre todo en los 70s y 80s- de letristas de pluma avezada, como el poeta y "frontman" Robert Calvert, o el autor de ciencia ficción Michael Moorcock.
De naturaleza algo retraída, Brock prefiere permanecer sobre un costado del escenario, o en el fondo, dejando a otros ser el centro de atención, lo cual ha hecho incluyendo en los directos de Hawkwind bailarinas, mimos o artistas de corte circense y teatral, lo cual siempre revistió a la banda de un aura extravagante y llamativa en vivo: la bailarina desnudista Stacia, por ejemplo, era una de las conocidas atracciones de los shows de Hawkwind en los años 1970.
A partir de los años 1980 ha incursionado como artista solista, a la par de su desempeño en Hawkwind, aunque sus producciones en solitario han sido más bien espaciadas y no muy frecuentes, siendo la banda el principal motor de su carrera.

## Discografía en solitario
Para su discografía con Hawkwind ver la sección discografía de Hawkwind
- "Earthed to the Ground" (1984)
- "The Agents of Chaos" (1987)
- "Strange Trips & Pipe Dreams" (1995)
- "Memos and Demos" (2001)
- "Looking for Love in the Lost Land of Dreams" (2012)
- "Brockworld" (2015)

Con Robert Calvert
- "The Brock/Calvert Project" (2007)